# ホノルル
ホノルル（ハワイ語: 英語: Honolulu）は、アメリカ合衆国ハワイ州オアフ島にある都市。同州の州都である。日系人の間では、「花瑠瑠」の表記が当てられる場合もある。

## 概要
かつてはハワイ王国の首都が置かれていたこともあるハワイ州およびアメリカの太平洋地域における経済、政治、文化の中心である。また、太平洋上の交通の要所として栄え、港や軍事基地、国際空港がある。
市中心部はさまざまな企業の高層ビルやホテル、コンドミニアムが建ち並ぶものの、ビーチなど観光スポットにも恵まれ、1年を通して多くの日本人をはじめ世界各国から観光客が訪れる。
市内にはワイキキビーチやクヒオ・ビーチなどのビーチ、ダイヤモンドヘッド、中華街、アメリカ唯一の宮殿であるイオラニ宮殿などがある。また、ハワイ州の高等教育の拠点であるハワイ大学の本部キャンパスがマノア地区にある。

## 地理
ホノルルは
北緯21度18分24秒 西経157度51分32秒 / 北緯21.30667度 西経157.85889度座標: 北緯21度18分24秒 西経157度51分32秒 / 北緯21.30667度 西経157.85889度
に位置している。

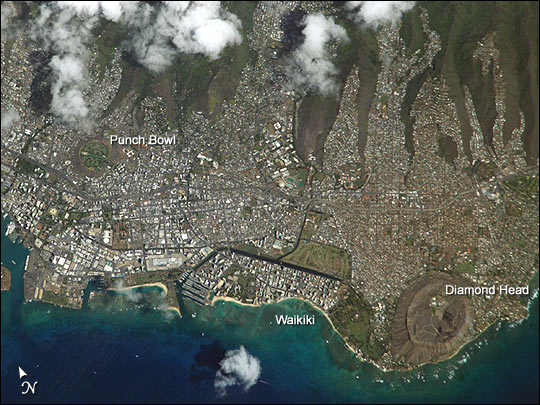
国際宇宙ステーションから見たホノルル

ホノルル地域はマカプ（Makapu‘u）およびハラワ（Hālawa）の間のオアフ島の南東海岸に位置している。地域境界はコオラウ山脈沿いで、マカプ・ビーチ（Makapu‘u Beach）はコオラウポコ（Ko‘olaupoko）地区にある。
西の地域境界はハラワ川沿いで、そこからレッドヒル（Red Hill）と交差しアリアマヌ・クレーター（Aliamanu Crater）の西を通る。よってアロハ・スタジアム、パール・ハーバーとヒッカム空軍基地はエワ（‘Ewa）地区の大部分を占める。

### 気候
ケッペンの気候区分ではステップ気候（BSh）に属する。雨蔭効果により夏季は降水が少ない。年間を通した気温の変動はかなり小さく、月平均の日最高気温は 27–32 °C、日最低気温は 18–24 °C の範囲で変化する。観測史上の最高・最低気温は、それぞれ 35 °C （1994 年 9 月 19 日および 2019 年 3 月 31 日）・11 °C （1902 年 2 月 16 日および 1969 年 1 月 20 日）である
。高温で比較的湿度が高いために、ホノルルは熱帯気候であると言われることもあるが、ケッペン気候区分による分類を厳密に適用すると、降水量（年平均降水量は 400 mm 程度）の少なさゆえに熱帯気候とはならない。
降水は主に 10 月から 4 月に生じ、夏季の総降水量は極めて少ない。一方で、降水日数は同程度である。これは、夏季に弱いにわか雨が卓越することに起因する。緯度帯としては熱帯に位置するが、ハリケーンの襲来は極めて稀である。
| ホノルル（ホノルル国際空港）の気候 | ホノルル（ホノルル国際空港）の気候 | ホノルル（ホノルル国際空港）の気候 | ホノルル（ホノルル国際空港）の気候 | ホノルル（ホノルル国際空港）の気候 | ホノルル（ホノルル国際空港）の気候 | ホノルル（ホノルル国際空港）の気候 | ホノルル（ホノルル国際空港）の気候 | ホノルル（ホノルル国際空港）の気候 | ホノルル（ホノルル国際空港）の気候 | ホノルル（ホノルル国際空港）の気候 | ホノルル（ホノルル国際空港）の気候 | ホノルル（ホノルル国際空港）の気候 | ホノルル（ホノルル国際空港）の気候 |
| 月                                 | 1月                                | 2月                                | 3月                                | 4月                                | 5月                                | 6月                                | 7月                                | 8月                                | 9月                                | 10月                               | 11月                               | 12月                               | 年                                 |
| ---------------------------------- | ---------------------------------- | ---------------------------------- | ---------------------------------- | ---------------------------------- | ---------------------------------- | ---------------------------------- | ---------------------------------- | ---------------------------------- | ---------------------------------- | ---------------------------------- | ---------------------------------- | ---------------------------------- | ---------------------------------- |
| 最高気温記録 °C （°F）             | 31 (88)                            | 31 (88)                            | 32 (89)                            | 33 (91)                            | 34 (93)                            | 33 (92)                            | 34 (94)                            | 34 (93)                            | 35 (95)                            | 34 (94)                            | 34 (93)                            | 32 (89)                            | 35 (95)                            |
| 平均最高気温 °C （°F）             | 26.9 (80.4)                        | 27.1 (80.7)                        | 27.6 (81.7)                        | 28.4 (83.1)                        | 29.4 (84.9)                        | 30.5 (86.9)                        | 31 (87.8)                          | 31.6 (88.9)                        | 31.6 (88.9)                        | 30.7 (87.2)                        | 29.1 (84.3)                        | 27.6 (81.7)                        | 29.29 (84.71)                      |
| 日平均気温 °C （°F）               | 22.8 (73.0)                        | 22.8 (73.0)                        | 23.5 (74.3)                        | 24.2 (75.6)                        | 26.2 (79.2)                        | 26.4 (79.5)                        | 27.1 (80.8)                        | 27.7 (81.8)                        | 27.5 (81.5)                        | 26.8 (80.2)                        | 25.4 (77.7)                        | 23.8 (74.8)                        | 25.35 (77.62)                      |
| 平均最低気温 °C （°F）             | 18.7 (65.7)                        | 18.6 (65.4)                        | 19.4 (66.9)                        | 20.1 (68.2)                        | 20.9 (69.6)                        | 22.3 (72.1)                        | 23.2 (73.8)                        | 23.7 (74.7)                        | 23.4 (74.2)                        | 22.9 (73.2)                        | 21.7 (71.1)                        | 19.9 (67.8)                        | 21.23 (70.23)                      |
| 最低気温記録 °C （°F）             | 11 (52)                            | 12 (53)                            | 13 (55)                            | 13 (56)                            | 16 (60)                            | 18 (65)                            | 19 (66)                            | 19 (67)                            | 19 (66)                            | 16 (61)                            | 14 (57)                            | 12 (54)                            | 11 (52)                            |
| 雨量 mm （inch）                   | 69.3 (2.73)                        | 59.7 (2.35)                        | 48 (1.89)                          | 28.2 (1.11)                        | 19.8 (0.78)                        | 10.9 (0.43)                        | 12.7 (0.50)                        | 11.7 (0.46)                        | 18.8 (0.74)                        | 55.4 (2.18)                        | 57.7 (2.27)                        | 72.4 (2.85)                        | 464.6 (18.29)                      |
| 平均降雨日数 （≥0.01 in）          | 8.8                                | 7.9                                | 9.0                                | 8.6                                | 7.3                                | 5.8                                | 7.2                                | 5.4                                | 6.9                                | 7.3                                | 9.1                                | 9.7                                | 93                                 |
| 平均月間日照時間                   | 213.9                              | 214.7                              | 260.4                              | 252.0                              | 282.1                              | 285.0                              | 306.9                              | 303.8                              | 279.0                              | 244.9                              | 201.0                              | 198.4                              | 3,042.1                            |
| 出典1：NOAA (normals, 1971–2000)   |                                    |                                    |                                    |                                    |                                    |                                    |                                    |                                    |                                    |                                    |                                    |                                    |                                    |
| 出典2：HKO (sun, 1961–1990)        |                                    |                                    |                                    |                                    |                                    |                                    |                                    |                                    |                                    |                                    |                                    |                                    |                                    |

### 市内の各地域

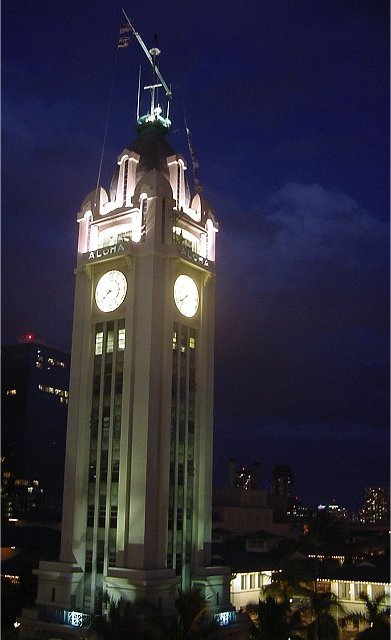
アロハタワー

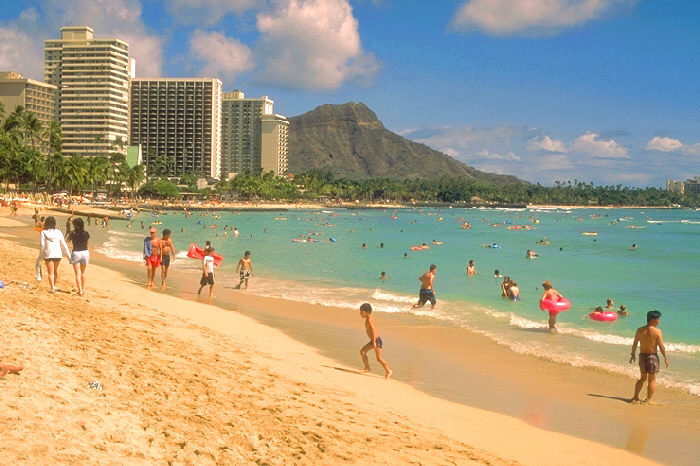
ワイキキから見たダイヤモンドヘッド

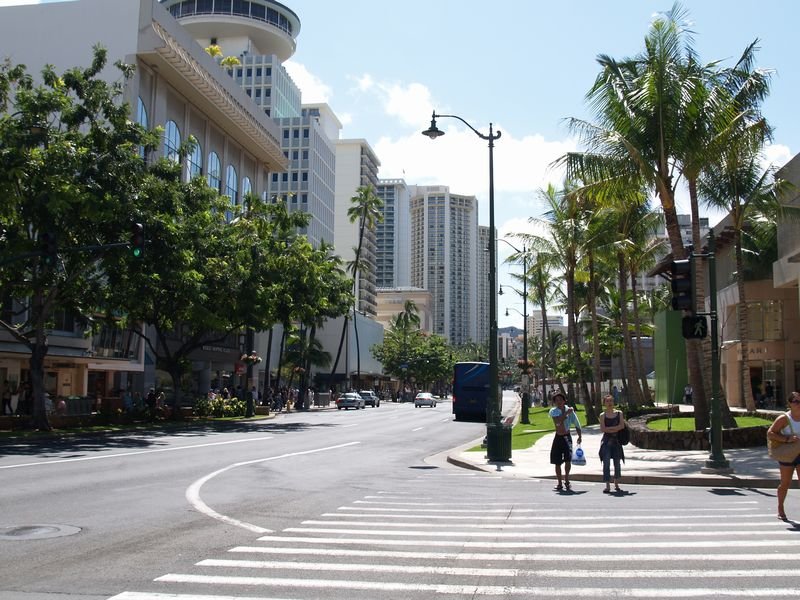
ワイキキのカラカウア大通り

ダウンタウン（Downtown）
ホノルル港に隣接したこの地域はハワイ州のビジネスと政治の中心地である。その海岸地区にはハワイ州の中で長年高いビルであったアロハタワー（Aloha Tower）がある。現在一番高いビルはキングとビショップ通りにある高さ137mのファースト・ハワイアン・センター（First Hawaiian Center）である。ダウンタウンの東側はハワイ王朝時代からの歴史的な中心地である「ハワイ州都歴史地区」で、ハワイ州議会議事堂、イオラニ宮殿、 ホノルル市庁舎、カワイアハオ教会およびカメハメハ大王銅像などは、いくつかの政府ビルと共にこの地域のおもな施設である。
カカアコ（Kaka‘ako）
大規模な再開発を行うダウンタウンとアラモアナの間にある準工業地区である。ここにはビクトリア・ワード（Victoria Ward）社の運営によるワードウェアハウス（Ward Warehouse）、ワードセンター（Ward Centre）、ワード・エンターテイメント・センター（Ward Entertainment Centre）がある。いくつかの他の再開発プロジェクトはハワイ大学のメディカルスクールを含むよう計画されている。
アラモアナ（Ala Moana）
ワイキキの西側のアラモアナには世界最大のオープンエア・ショッピングセンターであるアラモアナセンターやウォルマートなどの大規模商業施設がある。
マノア（Mānoa）とマキキ（Makiki）
ダウンタウンとワイキキの内陸部に隣接する谷間に位置する居住地域である。マノアヴァレーにはハワイ大学のメインキャンパスがある他、バラク・オバマ大統領の出身校であるプナホウスクール（高等学校）がある。
ワイキキ（Waikiki）
アラワイ運河と太平洋の間にあるホノルルの有名な観光地である。一般的には、南はママラ湾に面したフォート・デルッシー・ビーチ、ワイキキ・ビーチ、クヒオ・ビーチ、カピオラニ・ビーチ・パーク、サン・スーシ・ビーチなどのビーチエリア、西と北はアラワイ運河に挟まれ、東はダイヤモンドヘッドふもとのカイマナ・ビーチまでの地域を指す。多数のホテル、お店、そしてナイトライフはカラカウアとクヒオ通り沿いにある。世界的に有名なワイキキビーチをはじめとするビーチエリアは1千万人の訪問者を引きつけている。オアフ島の大多数のホテルはワイキキに位置している。
パロロ（Palolo）とカイムキ（Kaimukī）
ダイヤモンド・ヘッドから内陸、マノアとマキキの東に隣接する。
ワイアラエ（Wai‘alae）とカハラ（Kāhala）
多くの豪邸があるダイヤモンド・ヘッドの東のふもとにある高級住宅街である。またこれらの近隣には有名なゴルフトーナメント（スポンサーによって名称が変わり、現在はソニーオープン・イン・ハワイ）が開かれるワイアラエ・カントリー・クラブ（the Wai‘alae Country Club）と元カハラ・ヒルトンであったザ・カハラ・ホテル&リゾート（the Kāhala Hotel & Resort）がある。
東ホノルル
アイナハイナ（Āina Haina）、ニウ・ヴァレー（Niu Valley）、ハワイカイ（Hawai‘i Kai）の居住コミュニティーを含む。これらは中流階級以上である。
ヌウアヌ（Nu‘uanu）とパウオア（Pauoa）
ダウンタウンホノルルの内陸部に位置する中流階級以上の居住地域である。国立太平洋記念墓地（The National Memorial Cemetery of the Pacific）がある。
カリヒ（Kalihi）とパラマ（Palama）
多くの政府の住居が開発された労働者階級の隣接地である。太平洋方向のLower Kalihiは準工業地域である。
ソルトレイク（Salt Lake）とアリアマヌ（Āliamanu）
ホノルル国際空港から遠くなく、ホノルルの西方外れ地区であるためtuff conesの消滅により建設された住居地域である。
モアナルア（Moanalua）
ホノルルの西方外れにある谷とトリプラー陸軍病院の2つの地域である。

### 人口動勢
2000年現在の国勢調査で、この都市は371,657人、140,337世帯および87,429家族が暮らしている。人口密度は1,674.4/km²(4,336.6/mi²)である。714.8/km²(1,851.3/mi²)の平均的な密度に158,663軒の住宅が建っている。この都市の人種的な構成は白人19.67%、アフリカ系1.62%、先住民0.19%、アジア系55.85%、太平洋諸島系6.85%、その他の人種0.89%および混血14.93%である。人口の4.37%はヒスパニックまたはラテン系である。アメリカの他の州都に比べるとアジア系の人口が突出して多く、逆にヒスパニックとアフリカ系が少ない。
この都市内の住民は19.2%が18歳未満の未成年、18歳以上24歳以下が8.9%、25歳以上44歳以下が29.9%、45歳以上64歳以下が24.1%および65歳以上が17.8%にわたっている。中央値年齢は40歳である。女性100人ごとに対して男性は96.6人である。18歳以上の女性100人ごとに対して男性は94.5人である。
この都市の世帯ごとの平均的な収入は45,112米ドルであり、家族ごとの平均的な収入は56,311米ドルである。男性は36,631米ドルに対して女性は29,930米ドルの平均的な収入がある。この都市の一人当たりの収入（per capita income）は24,191米ドルである。人口の11.8%および家族の7.9%は貧困線以下である。全人口のうち18歳未満の14.6%および65歳以上の8.5%は貧困線以下の生活を送っている。

## 政治
ホノルル市郡は、他の都市の多くが管理者の委員会によって監督する、すべての市営サービス（民間防衛、救命医療、消防、公園とレクレーション、警察、衛生、道路、水道、その他の管理）を市長及び市会で監督する。ホノルル市郡は全米最大級の市当局の一つで、年間10億ドルの予算を運営している。

## 情報通信･生活基盤

### 放送局

#### テレビおよびラジオ
ホノルルには13局のテレビジョン放送局KHON 2ch（FOX）、KITV 4ch（ABC）、KHNL 8ch（NBC）、KGMB 9ch（CBS）、KHET 11ch（PBS）など（すべての主要なアメリカのテレビジョン放送局ネットワークを含む）、1つのケーブルテレビ会社、20局のFMラジオ放送局、そして17局のAMラジオ放送局がある。
テレビ局のうち、KHONは広島テレビ（日本テレビ系）とKITVは広島ホームテレビ（テレビ朝日系）とそれぞれ姉妹局提携をしている（なお、ハワイ州と広島県、ホノルル市と広島市はそれぞれ姉妹自治体提携をしている）。日本人向けにはケーブルテレビ局向けチャンネルNGN（Nippon Golden Network エキストラチャージ）、KIKU-TV 20ch（ローカル外国人向け多言語TV局）およびKZOO、K-JAPAN（AMラジオ放送局、現101FM）がある。

### 新聞社
ホノルルでは「ホノルル・アドバタイザー」と「ホノルル・スターブリテン」の2つの日刊紙が発行されている。日本語の新聞は「イーストウエストジャーナル」と「ハワイ報知（静岡新聞グループ）」がある。また読売新聞や日本経済新聞など、日本で発行されている主要な新聞の国際衛星版をホノルル市内のホテル、土産物屋、空港で購入できる。この他に、観光客向けの無料の新聞や雑誌がある。

## 歴史
1850年     カメハメハ3世はマウイ島のラナハイナからオワフ島のホノルルへ王国の首都の遷都を行う。

## 交通

### 空港

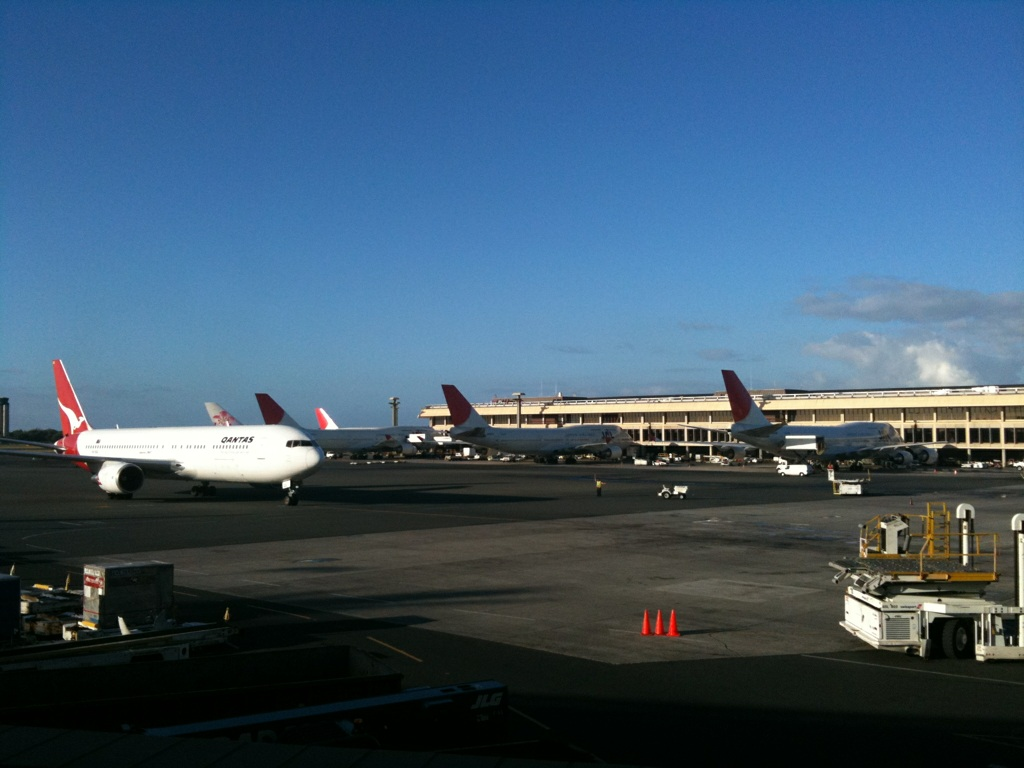
ダニエル・K・イノウエ国際空港に並ぶ日本航空機

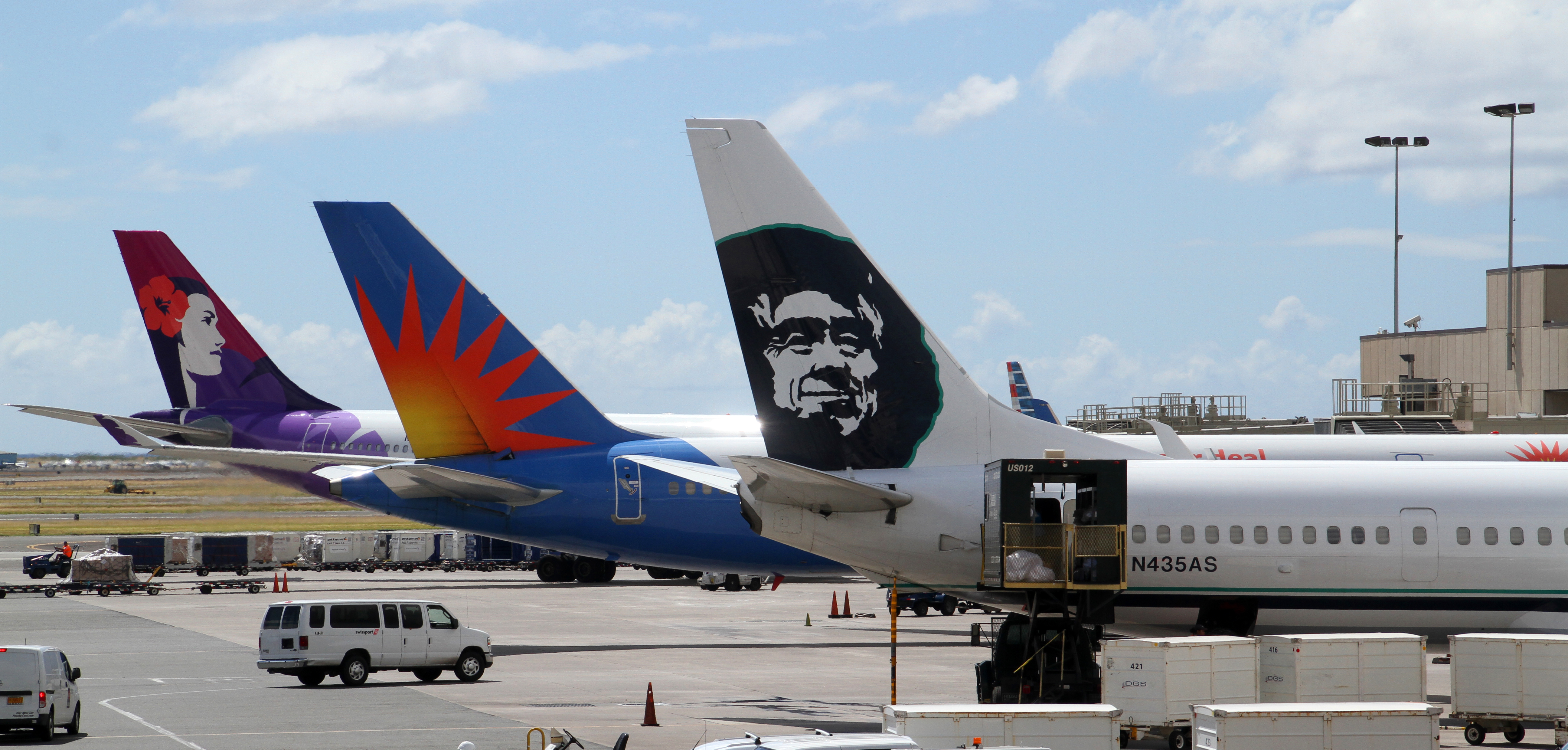
駐機場

ホノルルの西方の外れに位置するダニエル・K・イノウエ国際空港は、ホノルルやオアフ島のみならず、ハワイ州への重要な玄関口である。
日本からは日本航空が東京国際空港、成田国際空港、関西国際空港、中部国際空港から乗り入れる他、日本航空傘下のZIPAIR Tokyoが成田国際空港から、全日本空輸が成田国際空港と東京国際空港から、ハワイアン航空が東京国際空港、成田国際空港、関西国際空港、福岡空港から、デルタ航空が東京国際空港から定期便を運航している。
また、ハワイ州の各島やアメリカの各都市やグアム、アメリカ領サモアなどとの間にハワイアン航空やモクレレ航空、アメリカン航空やアラスカ航空、サウスウエスト航空やデルタ航空、ユナイテッド航空などが定期便を運航している他、ミクロネシア連邦、フィジーやオーストラリア、ニュージーランドなどの太平洋諸国、韓国や中華民国、フィリピンなどアジアの各国からの空の便も豊富にある他、ハワイ州内からの便も豊富にある。
なお、ヨーロッパやアフリカ、南アメリカや上記以外のアジア諸国へは現在直行便がないため、これらの地へ向かう場合は乗り継ぎを要する。

### 鉄道
- スカイライン

2023年にイースト・カポレイ～アロハ・スタジアム間で部分開業を行った。これ以降、2025年下半期にダニエル・K・イノウエ国際空港の部分開業、2028年以降に全線が開業する予定となっている「。

### バス

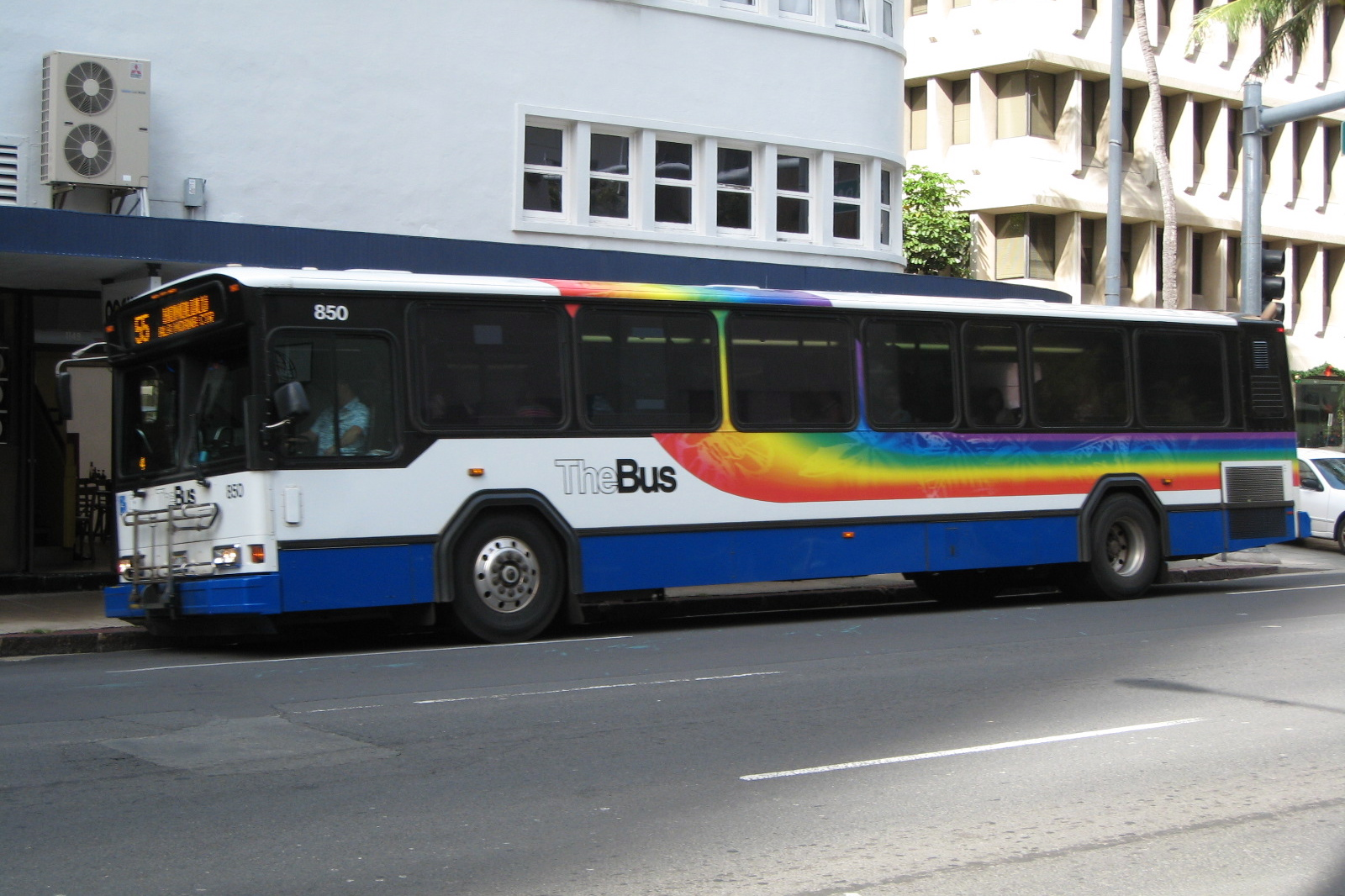
TheBus

#### 路線バス
フランク・F・ファシ市長によって設立された、ホノルルの公共交通システムは1994年-1995年と2000年-2001年に「America’s Best Transit System」のタイトルを与えるアメリカ合衆国公共交通協会（w:American Public Transportation Association|the American Public Transportation Association）によって2度表彰される。オアフ交通サービスTheBusは531台のバスを保有かつ107路線を運行し、その路線網はホノルル市内のみならず、オアフ島内全域に張り巡らされている。

### 道路
2つの高速道路がホノルル全域をサービスしている。
他の都市と比較して歩きスマホによる事故が多かったことから、条例で端末の画面を見ながらの道路横断に罰金を科す条例が制定され、一定の効果を上げている。

#### 高速道路

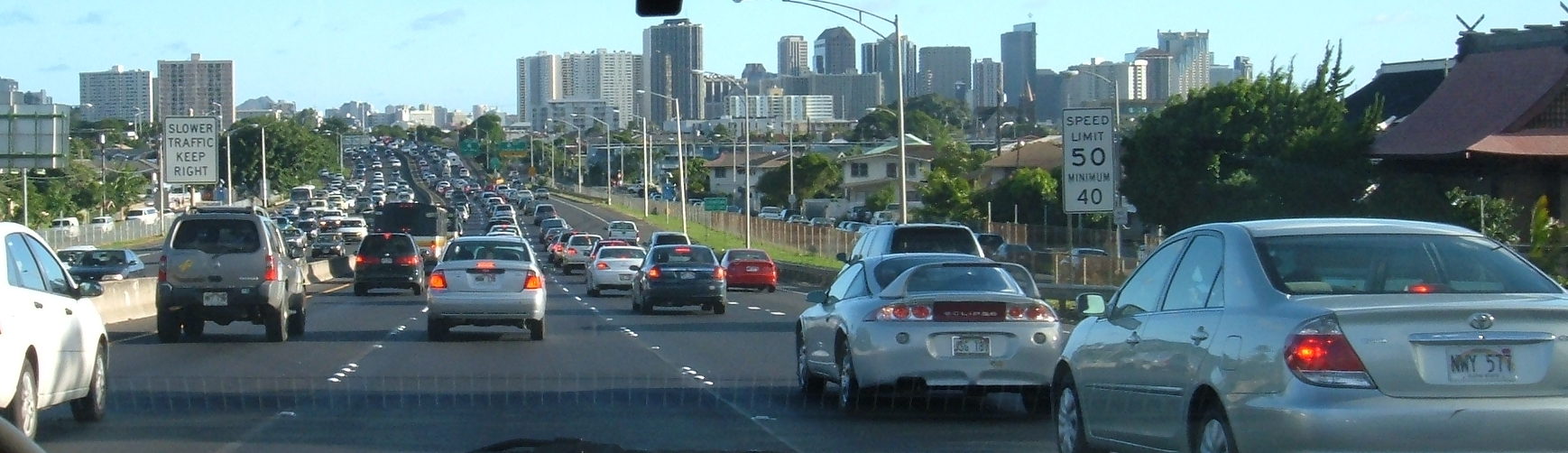
州間高速道路H-1号線

西から都市を横切るこの高速道路は、ヒッカム空軍基地とホノルル国際空港を通り、ダウンタウンの北を走りマキキ（Makiki）とカイムキ（Kaimukī）を通り東方に続き、ワイアラエ（Wai‘alae）、カハラ（Kāhala）で終わる。この都市の西部地域、州間高速道路H-1号線がワヒアワ（Wahiawā）から州間高速道路H-2号線およびカネオヘ（Kāne‘ohe）から州間高速道路H-3号線に接続している。
州間高速道路H-2号線

州間高速道路H-3号線

オアフ島の他の地区へホノルルへつながっている他の主要なハイウェーは以下の通りである。

#### 州道
パリハイウェー
州道61号線、コオラウ（Ko‘olau）の北で交差し、ウィンドワードサイドのカイルア（Kailua）とカネオヘへ通じる。
リキリキハイウェー
州道63号線、コオラウを横断、カネオヘへ通じる。
カラニアナオレハイウェー
州道72号線、ワイアラエ/カハラからハワイカイ（Hawai‘i Kai）へおよびワイマナロ・ビーチ（Waimānalo Beach）へ島の東側の縁付近から西方を走る。
カメハメハ・ハイウェー
州道99号線、州間高速道路H-1号線と平行にヒッカム空軍基地近くからアイエア（Aiea）とビヨンド（Beyond）へ西方に走る。
多くの主要なアメリカの都市と同じく、ホノルルの大都市圏は特にアイエア、パールシティ（Pearl City）、ワイパフ（Waipahu）、ミリラニ（Mililani）の西方郊外から、ラッシュアワーの時間帯にかなりの交通渋滞が起こる。

### 港湾

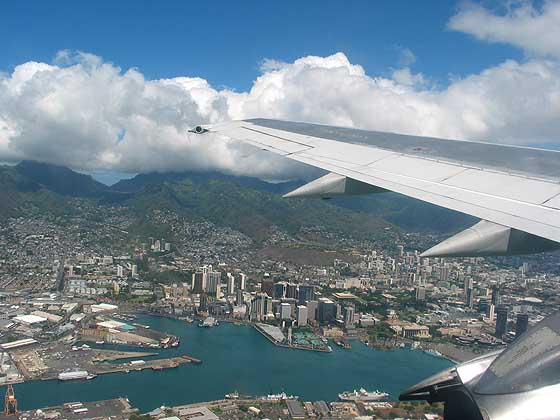
ホノルル港

ホノルル港は古くからハワイ諸島の玄関口としてだけでなく、太平洋の海運の要所として知られている。また、ハワイ諸島を運航するクルーズ船の他にも、多くの豪華客船が寄港することでも有名である。

## 観光
アメリカ国内や日本をはじめとする世界各国から観光客が訪れるハワイ諸島の中でも、ホノルルはその多くが足を踏み入れるハワイ諸島における一大観光拠点であり、様々な観光地やホテルが点在している。

### 名所

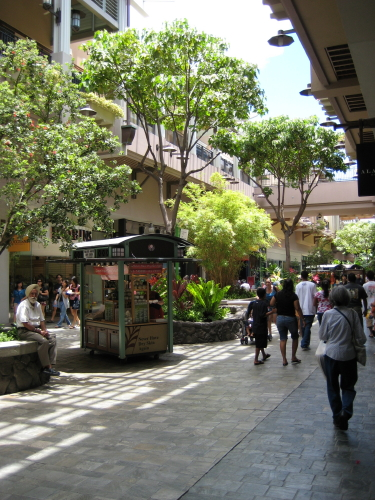
アラモアナセンター

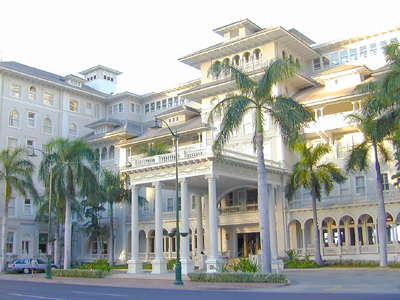
モアナ・サーフライダー・ウェスティン・リゾート&スパ

- ダイヤモンドヘッド（Diamond Head）
- アリゾナ記念館（USS Arizona Memorial）
- ワイキキビーチ（Waikīkī Beach）
- 国立太平洋記念墓地（National Memorial Cemetery of the Pacific）（パンチボール）
- ビショップ博物館（Bishop Museum）
- アラモアナ・ショッピングセンター（Ala moana Shopping Center）
- アロハタワー（Aloha Tower）
- モアナルア・ガーデン（Moanalua Gardens）
- ハワイ州都歴史地区（イオラニ宮殿、ハワイ州議会議事堂、カメハメハ大王像、聖アンデレ大聖堂など）
- マーチャント・ストリート歴史地区Merchant Street Historic District（カメハメハ5世郵便局、横浜正金銀行ホノルル支店など）

### ホテル
- モアナ・サーフライダー・ウェスティン・リゾート&スパ
- ロイヤル・ハワイアン
- ハレクラニ
- ヒルトン・ハワイアン・ビレッジ・ビーチ・リゾート&スパ
- シェラトン・ワイキキ
- シェラトン・プリンセス・カイウラニ
- ザ ・リッツカールトン・レジデンス・ワイキキ・ビーチ
- アウトリガー・リーフ・ワイキキ・ビーチ・リゾート
- アウトリガー・ワイキキ・ビーチ・リゾート
- ハイアット・リージェンシー・ワイキキ
- ワイキキビーチ・マリオット・リゾート&スパ
- イリカイ・ホテル
- イリマ・ホテル
- ワイキキ・プリンスホテル
- アラモアナ・ホテル

## 文化

### 舞台芸術
1900年に設立されたホノルルシンフォニー（Honolulu Symphony）は、ロッキー山脈より西で最も古いシンフォーニー・オーケストラである。他のクラシック音楽アンサンブルはハワイオペラ劇場（Hawaii Opera Theatre）が含まれる。
ホノルルはハワイアン音楽（Hawaiian music）の中心でもある。the Neal Blaisdell Center、the Waikiki Shellおよびthe Manoa Valley Theatreが中心的な音楽イベント開催地である。
ホノルルのライブ劇場にはthe Diamond Head Theatre、the Manoa Valley Theatreなどがある。

### 美術館
ダウンタウンに位置するホノルル美術館（Honolulu Museum of Art（旧称：Honolulu Academy of Arts））は、ハワイの近代絵画コレクションのみならず、特に東洋美術の充実したコレクションを持っており、日本、中国、イスラム美術の粋に触れることが出来る。西洋美術は東洋美術のコレクションに比べると質量ともにいささか見劣りする（主に地元のコレクターから寄贈された作品を収蔵している）ものの、全体として言えばホノルル美術館は中規模の美術館として優れた内容を誇っており、じっくりと鑑賞したならば丸一日はかかるであろう。
そのほか、マキキにあるスポルディングハウス（Spalding House）（旧称：現代美術館（The Contemporary Museum））にはハワイの現代アートの充実したコレクションがある。

### 博物館、水族館、動物園
ビショップ博物館（Bishop Museum）
ハワイのみならずポリネシア屈指の博物館であり、ハワイ諸島の自然史に関する展示、オセアニアの民俗文化に関する展示、ハワイ諸島の歴史に関する展示は高い評価を得ている。日本人考古学者、篠遠喜彦博士が長年勤務し、ポリネシア考古学の分野で輝かしい業績を残したことでも知られる。
ハワイ・マリタイム・ミュージアム
アロハタワーの正面にある海事博物館で、ハワイの捕鯨史、海運史、航海カヌー文化についてのまとまった展示が見られる他、4本マストの大型帆船「フォールズ・オブ・クライド」が係留されている。航海カヌー「ホクレア」も時折係留されていることがあるが、航海に出ていたり、サンド・アイランドの乾ドックで整備されていることも多く、ホクレアを見られる機会はそれほど多くない。
ワイキキ水族館（Waikiki Aquarium）とホノルル動物園（Honolulu Zoo）
両方ともカピオラニ公園（Kapiolani Park）の近くのワイキキに位置している。

### スポーツ

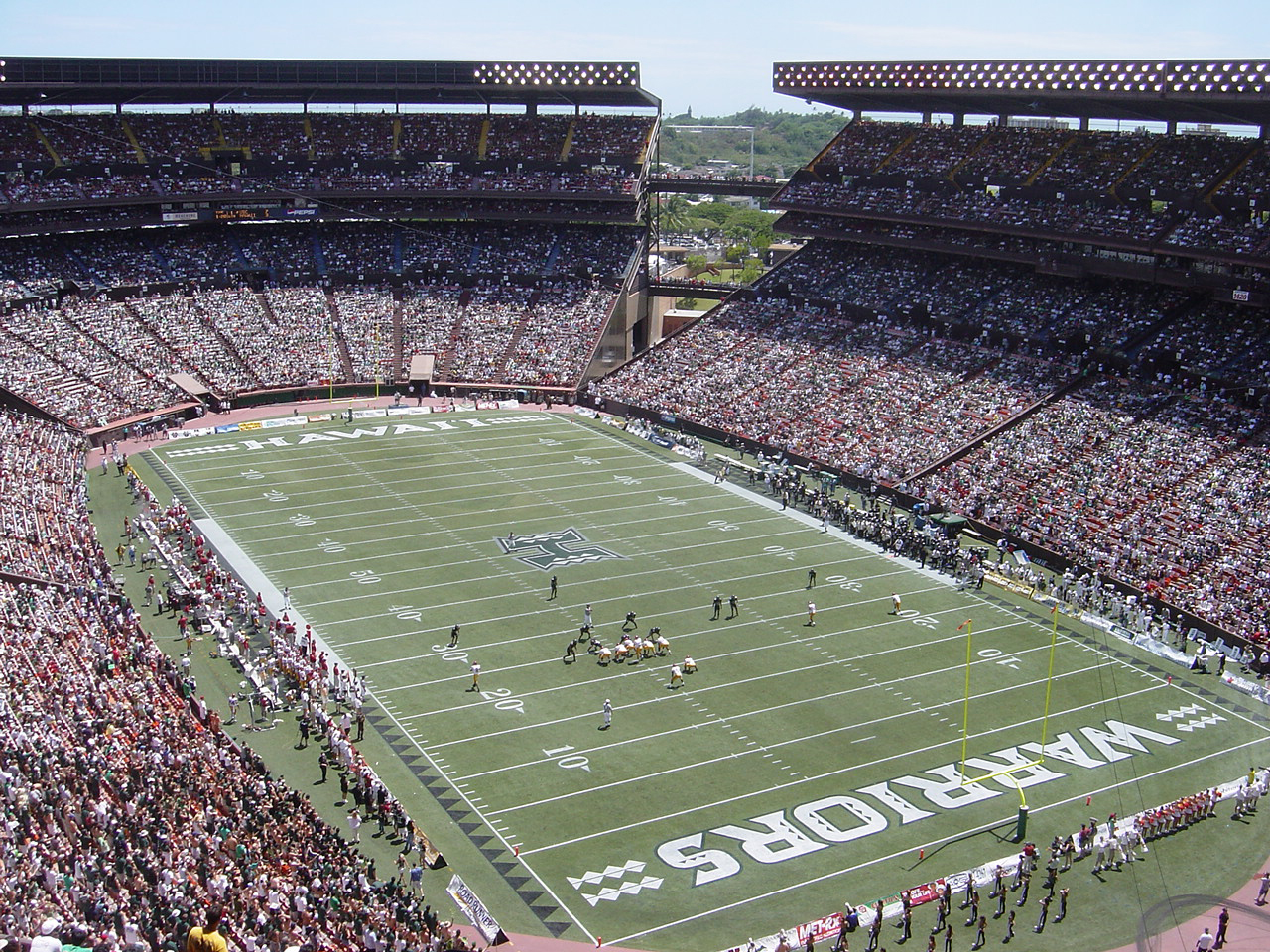
主にアメリカンフットボールの試合が行われるアロハ・スタジアム

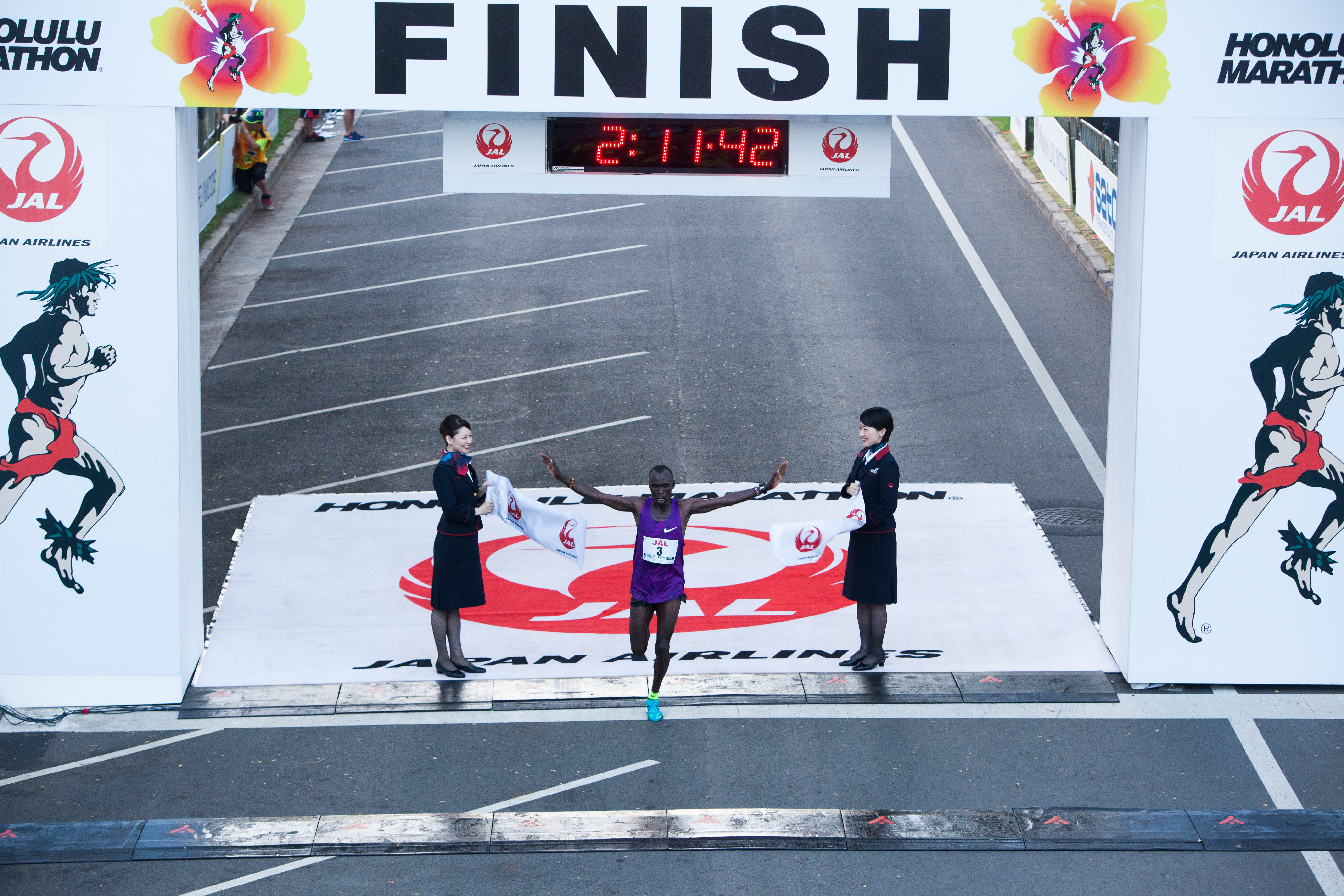
JALホノルルマラソン

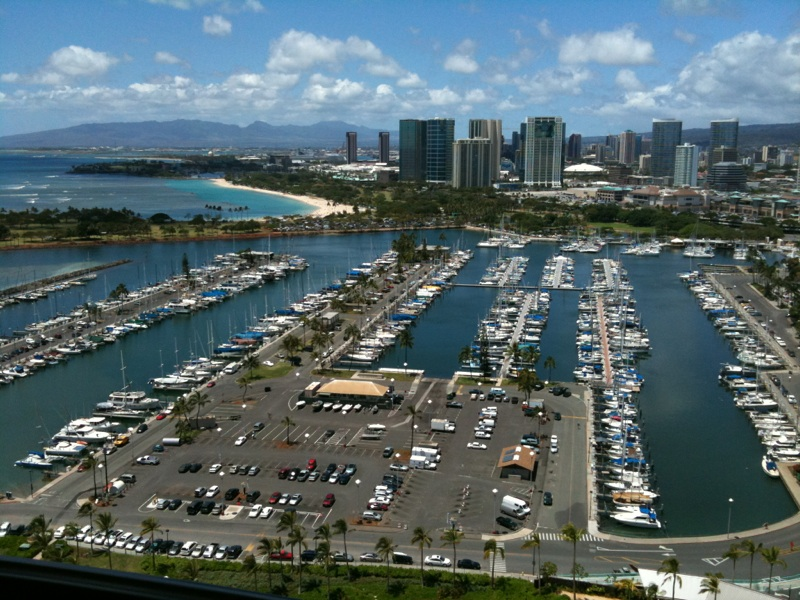
アラワイ・ヨットハーバー

現在、ホノルルはプロスポーツチームの在籍がない。しかし、ホノルルはアメリカンフットボールのNFLの毎年2月に開催されるプロボウルおよびサッカーのESPN主催のハワイアン・アイランズ・インビテーショナルの開催地である。ホノルルのスポーツの観戦者のファンは、一般的にハワイ大学マノア校のアメリカンフットボール、バレーボール、バスケットボール、野球の試合をサポートしている。
ホノルルのスポーツの観戦者のための開催地は以下の通りである。
- アロハ・スタジアム（アメリカンフットボールおよびサッカー）
- レス・ムラカミ・スタジアム（野球）
- スタン・シェリフ・センター（バスケットボールおよびバレーボール）
- ニール・ブレイスデル・センター（バスケットボール）

また、ホノルルは3つの大きなロードレースの開催地でもある。

#### マラソン
グレート・アロハラン
毎年大統領の日に開催される。
ホノルルマラソン
毎年2万人以上の人々が参加し、12月の第2日曜日に開催される。日本からの参加者が約半分か3分の2にのぼり、日本航空が長年メインスポンサーを務めている。

#### サイクリング
ホノルル・センチュリーライド
自転車で最高往復100マイル（160km）を走る世界的に有名な長距離サイクリングであり、毎年9月の第4日曜日に開催される。ライドに5人1組でエントリーし、全員の走破距離を累計して最長を争う「アイアン・オコレ」がイベント内競技として行われる。

#### ヨット
ワイキキ地域にアラワイ・ヨットハーバーがある。さらに小規模のハーバーが複数ある。

## 出身･関連著名人

### 出身者
- バラク・オバマ（アメリカ合衆国大統領）
- ダニエル・イノウエ（上院議員）
- ダニエル・K・アカカ（上院議員）
- ブルーノ・マーズ（歌手）
- イズラエル・カマカヴィヴォオレ（ハワイアンミュージシャン）
- ジェイク・シマブクロ（ウクレレ奏者）
- ブルース・シマブクロ（ウクレレ奏者）
- バッキー白片（ミュージシャン）
- ベット・ミドラー（女優）
- ニコール・キッドマン（女優）
- 曙太郎（元大相撲）
- 小錦（元大相撲）
- エディ・タウンゼント（ボクシングトレーナー）
- 太陽ケア（プロレスラー）
- エンセン井上（総合格闘家）
- イーゲン井上（総合格闘家）
- ロナルド・ジューン（総合格闘家）
- トラヴィス・ブラウン（総合格闘家）
- ルイス・スモルカ（総合格闘家）
- テイラ・トゥリ（総合格闘家）
- ミシェル・ウィー（プロゴルファー）
- マーカス・マリオタ（アメリカンフットボール選手）
- 大河原愛子（実業家）

### 在ホノルル日本総領事経験者
- 島村久
- 藤井三郎
- 重枝豊英
- 加茂佳彦
- 岩手嘉雄
- 青木新
- 山崎馨一
- 矢田長之助
- 水沢孝策
- 岡田兼一
- 正木靖
- 岩谷滋雄
- 桑島主計
- 伊藤康一
- 法眼健作
- 大木浩
- 國方俊男
- 天江喜七郎
- 武藤正敏
- 有田八郎
- 諸井六郎
- 喜多長雄

## 姉妹都市
ホノルルは以下の42都市と姉妹都市を締結している。
- - アバルア（クック諸島、2024年）
- - バギオ（フィリピン共和国、1995年）
- - バクー（アゼルバイジャン共和国、1998年）
- - ブリュイエール（フランス共和国、1960年）
- - サンティアゴ・デ・カリ（コロンビア共和国、2012年）
- - カラカス（ベネズエラ・ボリバル共和国、1990年）
- - カンドン（英語版）（フィリピン共和国、2015年）
- - セブ（フィリピン共和国、1990年）
- - 成都市（中華人民共和国、2011年）
- - 茅ヶ崎市（日本、2014年）
- - 江戸川区（日本、2022年）
- - 奉賢区（中華人民共和国、2012年）
- - フンシャル（ポルトガル共和国、1979年）[10]
- - 福州市（中華人民共和国、2021年）
- - 海口市（中華人民共和国、1985年）
- - ノレーニャ、1960年（英語版）（スペイン王国、1960年）
- - 広島市（日本、1959年）
- - フエ（ベトナム社会主義共和国、1995年）
- - 仁川広域市（大韓民国、2003年）
- - 高雄市（中華民国、1962年）
- - クズル（ロシア連邦）
- - ラオアグ（フィリピン共和国、1969年）
- - マジュロ（マーシャル諸島共和国、2001年）
- - マンダルヨン（フィリピン共和国、2005年）
- - マニラ（フィリピン共和国、1980年）
- - モンバサ（ケニア共和国、2000年）
- - ムンバイ（インド共和国、1970年）
- - 長岡市（日本、2012年）
- - 那覇市（日本、1960年[注釈 1]）
- - 秦皇島市（中華人民共和国、2010年）
- - ラバト（モロッコ王国、2007年）
- - 佐伯市（日本、2003年）
- - サンフアン（英語版）（フィリピン共和国）
- - サンフアン（プエルトリコ、1985年）
- - サンティアゴ（英語版）（フィリピン共和国）
- - ソウル特別市（大韓民国、1973年）
- - 渋谷区（日本、2024年）
- - シントラ（ポルトガル共和国、1998年）
- - 宇和島市（日本、2004年）
- - ビガン（フィリピン共和国、2003年）
- - 漳州市（中華人民共和国、2012年）
- - 中山市（中華人民共和国、1997年）